# Reinhold Rainer
Reinhold Rainer né le 29 août 1973 à Vipiteno est un lugeur italien actif de 1994 à 2011. Il est licencié au club du G.S. Forestale.
Rainer a participé à quatre éditions des Jeux olympiques d'hiver, en 1998, 2002, 2006 et 2010. Il a gagné une étape de Coupe du monde à Park City en 2003.

## Palmarès

### Jeux olympiques d'hiver
- Nagano 1998 : 8e du simple
- Salt Lake City 2002 : 12e du simple
- Turin 2006 : 8e du simple
- Vancouver 2010 : 21e du simple

### Championnats du monde
- Meilleur résultat : 5e en 2011

### Coupe du monde
- Meilleur classement général :  3e en 2007.
- 4 podiums individuels dont 1 victoire, 1 deuxième place et 2 troisièmes places.

#### Détails des victoires en Coupe du monde
| Édition   | Piste     | Total |
| 2003-2004 | Park City | 1     |